# Poecilia vivipara
 Poecilia vivipara  és un peix de la família dels pecílids i de l'ordre dels ciprinodontiformes.

## Morfologia
Els mascles poden assolir els 4 cm de longitud total i les femelles els 5.

## Distribució geogràfica
Es troba a Sud-amèrica: des de Veneçuela fins al Riu de la Plata (Argentina). Introduït a Puerto Rico i a Martinica.